# Prima Lega 1985-1986 (calcio)
La Prima Lega B 1985-1986, campionato svizzero di terza serie, si concluse con la vittoria del FC Olten.

## Qualificazioni

### Gruppo 1

#### Classifica
|  | Pos. | Squadra         | Pt | G  | V  | N  | P  | GF | GS | DR  |
|  | ---- | --------------- | -- | -- | -- | -- | -- | -- | -- | --- |
|  | 1.   | Malley          | 38 | 26 | 17 | 4  | 5  | 79 | 39 | +40 |
|  | 2.   | Friburgo        | 36 | 26 | 14 | 8  | 4  | 54 | 23 | +31 |
|  | 3.   | Grand-Lancy     | 31 | 26 | 12 | 7  | 7  | 61 | 55 | +6  |
|  | 4.   | Yverdon         | 31 | 26 | 11 | 9  | 6  | 52 | 49 | +3  |
|  | 5.   | Montreux-Sports | 28 | 26 | 10 | 8  | 8  | 53 | 46 | +7  |
|  | 6.   | Monthey         | 27 | 26 | 11 | 5  | 10 | 46 | 43 | +3  |
|  | 7.   | Savièse         | 26 | 26 | 8  | 10 | 8  | 35 | 36 | -1  |
|  | 8.   | Saint-Jean      | 25 | 26 | 9  | 7  | 10 | 50 | 50 | +0  |
|  | 9.   | Stade Lausanne  | 24 | 26 | 10 | 4  | 12 | 46 | 50 | -4  |
|  | 10.  | Leytron         | 24 | 26 | 10 | 4  | 12 | 37 | 56 | -19 |
|  | 11.  | Echallens       | 22 | 26 | 7  | 8  | 11 | 37 | 39 | -2  |
|  | 12.  | Vernier         | 22 | 26 | 8  | 6  | 12 | 42 | 46 | -4  |
|  | 13.  | Stade Payerne   | 19 | 26 | 6  | 7  | 13 | 37 | 63 | -26 |
|  | 14.  | Stade Nyonnais  | 11 | 26 | 4  | 3  | 19 | 27 | 61 | -34 |

Legenda:

      Ammesso alle qualificazioni per la promozione in Lega Nazionale B 1986-1987.
 Va agli spareggi retrocessione.
      Retrocesso in Seconda Lega 1986-1987.

Note:

Due punti a vittoria, uno a pareggio, zero a sconfitta.

### Gruppo 2

#### Classifica
|  | Pos. | Squadra           | Pt | G  | V  | N  | P  | GF | GS | DR  |
|  | ---- | ----------------- | -- | -- | -- | -- | -- | -- | -- | --- |
|  | 1.   | Berna             | 38 | 26 | 16 | 6  | 4  | 44 | 16 | +28 |
|  | 2.   | Lengnau           | 31 | 26 | 11 | 9  | 6  | 47 | 38 | +9  |
|  | 3.   | Colombier         | 30 | 26 | 10 | 10 | 6  | 45 | 36 | +9  |
|  | 4.   | Old Boys Basilea  | 27 | 26 | 11 | 5  | 10 | 46 | 39 | +7  |
|  | 5.   | Burgdorf          | 27 | 26 | 8  | 11 | 7  | 30 | 36 | -6  |
|  | 6.   | Breitenbach       | 25 | 26 | 9  | 7  | 10 | 38 | 37 | +1  |
|  | 7.   | Köniz             | 25 | 26 | 8  | 9  | 9  | 43 | 45 | -2  |
|  | 8.   | Thun              | 24 | 26 | 7  | 10 | 9  | 39 | 40 | -1  |
|  | 9.   | Soletta           | 24 | 26 | 6  | 12 | 8  | 28 | 34 | -6  |
|  | 10.  | Delémont          | 24 | 26 | 7  | 10 | 9  | 38 | 48 | -10 |
|  | 11.  | Nordstern         | 23 | 26 | 8  | 7  | 11 | 44 | 43 | +1  |
|  | 12.  | Langenthal        | 23 | 26 | 7  | 9  | 10 | 41 | 42 | -1  |
|  | 13.  | Concordia Basilea | 23 | 26 | 6  | 11 | 9  | 39 | 55 | -16 |
|  | 14.  | Bümpliz           | 20 | 26 | 7  | 6  | 13 | 36 | 49 | -13 |

Legenda:

      Promosso in Lega Nazionale B 1986-1987.

```
 Va allo spareggio salvezza, poi affronta gli altri spareggi retrocessione.
```

      Retrocesso in Seconda Lega 1986-1987.

Note:

Due punti a vittoria, uno a pareggio, zero a sconfitta.

#### Spareggio salvezza
Il Nordstern, alla pari con 23 punti, è salvo grazie agli scontri diretti perciò vanno allo spareggio retrocessione le altre due squadre.
|            | Risultato |                   | Luogo e data                |  |
| ---------- | --------- | ----------------- | --------------------------- |  |
| Langenthal | 4 - 1     | Concordia Basilea | a Delémont, manca data 1986 |  |
|            |           |                   |                             |  |

### Gruppo 3

#### Classifica
|  | Pos. | Squadra       | Pt | G  | V  | N  | P  | GF | GS | DR  |
|  | ---- | ------------- | -- | -- | -- | -- | -- | -- | -- | --- |
|  | 1.   | Kriens        | 37 | 26 | 16 | 5  | 5  | 68 | 36 | +32 |
|  | 2.   | Olten         | 37 | 26 | 16 | 5  | 5  | 57 | 31 | +26 |
|  | 3.   | Mendrisio     | 35 | 26 | 13 | 9  | 4  | 48 | 23 | +25 |
|  | 4.   | Buochs        | 32 | 26 | 12 | 8  | 6  | 43 | 35 | +8  |
|  | 5.   | Sursee        | 30 | 26 | 10 | 10 | 6  | 48 | 36 | +12 |
|  | 6.   | Ibach         | 25 | 26 | 9  | 7  | 10 | 41 | 48 | -7  |
|  | 7.   | Ascona        | 24 | 26 | 7  | 10 | 9  | 26 | 34 | -8  |
|  | 8.   | Suhr          | 24 | 26 | 8  | 8  | 10 | 30 | 43 | -13 |
|  | 9.   | Emmenbrücke   | 23 | 26 | 8  | 7  | 11 | 48 | 44 | +4  |
|  | 10.  | Klus/Balsthal | 23 | 26 | 6  | 11 | 9  | 33 | 40 | -7  |
|  | 11.  | Altdorf       | 23 | 26 | 7  | 9  | 10 | 41 | 49 | -8  |
|  | 12.  | Muri          | 23 | 26 | 7  | 9  | 10 | 36 | 52 | -16 |
|  | 13.  | Reiden        | 15 | 26 | 3  | 9  | 14 | 28 | 48 | -20 |
|  | 14.  | Tresa         | 13 | 26 | 2  | 9  | 15 | 25 | 53 | -28 |

Legenda:

      Promosso in Lega Nazionale B 1986-1987.

```
 Va agli spareggi retrocessione.
```

      Retrocesso in Seconda Lega 1986-1987.

Note:

Due punti a vittoria, uno a pareggio, zero a sconfitta.

### Gruppo 4

#### Classifica
|  | Pos. | Squadra         | Pt | G  | V  | N | P  | GF | GS | DR  |
|  | ---- | --------------- | -- | -- | -- | - | -- | -- | -- | --- |
|  | 1.   | Einsiedeln      | 36 | 26 | 14 | 8 | 4  | 52 | 30 | +22 |
|  | 2.   | Red Star Zurigo | 35 | 26 | 14 | 7 | 5  | 54 | 23 | +31 |
|  | 3.   | Rorschach       | 32 | 26 | 13 | 5 | 7  | 44 | 32 | +12 |
|  | 4.   | Vaduz           | 28 | 26 | 11 | 5 | 9  | 46 | 38 | +8  |
|  | 5.   | Gossau          | 27 | 26 | 9  | 9 | 8  | 40 | 37 | +3  |
|  | 6.   | Stäfa           | 26 | 26 | 9  | 8 | 9  | 36 | 34 | +2  |
|  | 7.   | Rüti            | 25 | 26 | 8  | 9 | 9  | 33 | 33 | 0   |
|  | 8.   | Dübendorf       | 23 | 26 | 8  | 7 | 11 | 38 | 39 | -1  |
|  | 9.   | Brüttisellen    | 23 | 26 | 10 | 3 | 13 | 38 | 49 | -11 |
|  | 10.  | Küsnacht        | 23 | 26 | 9  | 5 | 12 | 35 | 49 | -14 |
|  | 11.  | Altstätten      | 22 | 26 | 8  | 6 | 12 | 36 | 48 | -12 |
|  | 12.  | Frauenfeld      | 22 | 26 | 8  | 6 | 12 | 35 | 51 | -16 |
|  | 13.  | Balzers         | 21 | 26 | 8  | 5 | 13 | 39 | 47 | -8  |
|  | 14.  | Brühl           | 21 | 26 | 7  | 7 | 12 | 31 | 47 | -16 |

Legenda:

      Promosso in Lega Nazionale B 1986-1987.

```
 Va agli spareggi retrocessione.
```

      Retrocesso in Seconda Lega 1986-1987.

Note:

Due punti a vittoria, uno a pareggio, zero a sconfitta.

## Promozione in Lega Nazionale B

### Primo turno
|                 | Risultati |                 |
| --------------- | --------- | --------------- |
| Kriens          | 0 - 0     | Red Star Zurigo |
| Red Star Zurigo | 1 - 1     | Kriens          |
| Lengnau         | 3 - 3     | Malley          |
| Malley          | 4 - 1     | Lengnau         |
| Friburgo        | 0 - 1     | Einsiedeln      |
| Einsiedeln      | 0 - 2     | Friburgo        |
| Berna           | 0 - 3     | Olten           |
| Olten           | 7 - 0     | Berna           |
|                 |           |                 |

### Semifinali
|          | Risultati |          |
| -------- | --------- | -------- |
| Olten    | 3 - 0     | Kriens   |
| Kriens   | 1 - 1     | Olten    |
| Friburgo | 1 - 0     | Malley   |
| Malley   | 2 - 0     | Friburgo |
|          |           |          |

### Finalina per la terza promozione
|          | Risultati |          |
| -------- | --------- | -------- |
| Friburgo | 2 - 1     | Kriens   |
| Kriens   | 3 - 1     | Friburgo |
|          |           |          |

### Finale per il titolo
|       | Risultato |        |
| ----- | --------- | ------ |
| Olten | 4 - 3     | Malley |
|       |           |        |

## Play-out
Play-out per la retrocessione in Seconda Lega:
|            | Risultati                 |            | Luogo e data                  |  |
| ---------- | ------------------------- | ---------- | ----------------------------- |  |
| Langenthal | 0 - 0 (4-2 d.t.s. e rig.) | Vernier    | a Colombier, manca data 1986  |  |
| Muri       | 2 - 1                     | Frauenfeld | a Stäfa, manca data 1986      |  |
|            |                           |            |                               |  |
| Frauenfeld | 0 - 1                     | Vernier    | a Frauenfeld, manca data 1986 |  |
| Vernier    | 4 - 0                     | Frauenfeld | a Losanna, manca data 1986    |  |
|            |                           |            |                               |  |